# Thadikombu
Thadikombu es una ciudad y nagar Panchayat situada en el distrito de Dindigul en el estado de Tamil Nadu (India). Su población es de 18838 habitantes (2011).

## Demografía
Según el censo de 2011 la población de Thadikombu era de 18838 habitantes, de los cuales 9317 eran hombres y 9521 eran mujeres. Thadikombu tiene una tasa media de alfabetización del 76,29%, inferior a la media estatal del 80,09%: la alfabetización masculina es del 84,28%, y la alfabetización femenina del 68,55%.